# Matthias Zuder
Matthias Zuder (* 20. Februar 1985) ist ein deutsch-österreichischer Film- und Werberegisseur.

## Leben
Aufgewachsen in der Steiermark studierte er zunächst Rechtswissenschaften in Graz, bevor er sich gänzlich dem Filmschaffen widmete. Er studierte Filmregie in Wien und schloss sein Studium an der Hamburg Media School ab. Mit seinen Kurzfilmen, Musikvideos und Werbespots nahm er an zahlreichen Festivals teil, und erhielt mehrere internationale Auszeichnungen. 2012 gewann sein Film Ausgleich den Findlingspreis. 2013 wurde er mit dem Kurzfilm Erbgut für den Studenten-Oscar für den besten ausländischen Film (Honorary Foreign Film Award) der Academy of Motion Picture Arts and Sciences in Los Angeles nominiert, und gewann den Preis für den besten Nachwuchsfilm der Diagonale, Festival des österreichischen Films. Er lebt in Hamburg und Wien.

## Filmografie
- 2019: Meiberger – Im Kopf des Täters (Fernsehserie)
- 2013: Aus dem Auge (Kurzdokumentarfilm)
- 2013: Erbgut (Kurzfilm)
- 2012: Ausgleich (Kurzfilm)
- 2011: Begegnung (Kurzfilm)
- 2010: Son of Armani (Kurzfilm)
- 2009: I went to a party to be faithful (Kurzfilm)